# Ficus ficus
Ficus ficus là một loài ốc biển, là động vật thân mềm chân bụng sống ở biển thuộc họ Ficidae.

## Hình ảnh

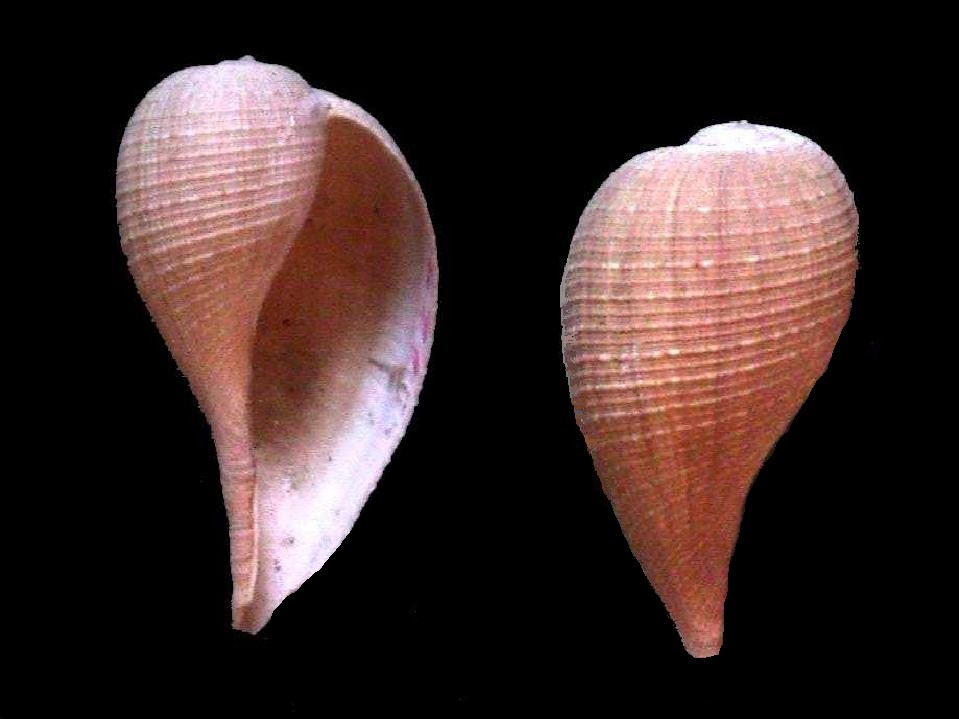
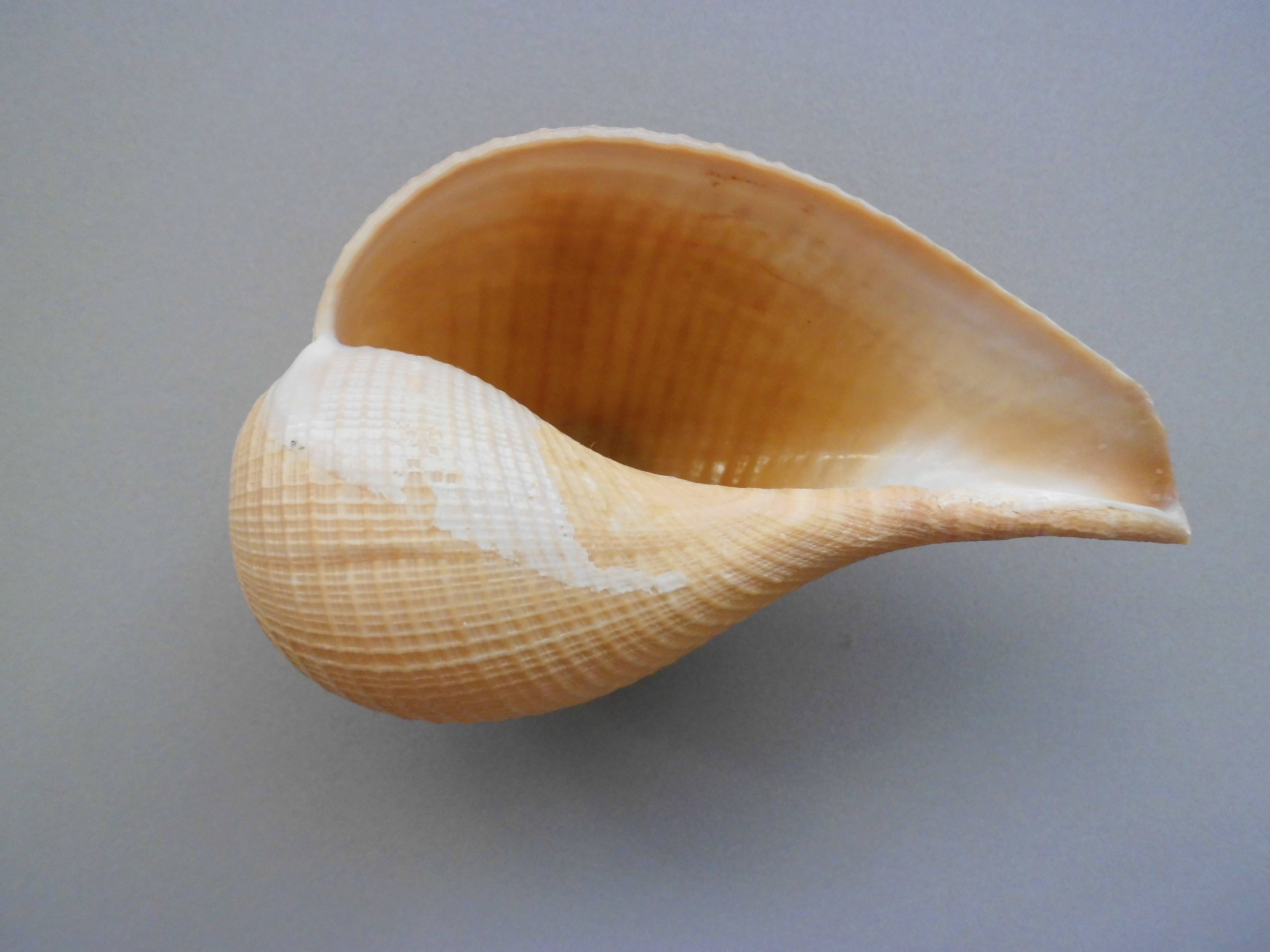
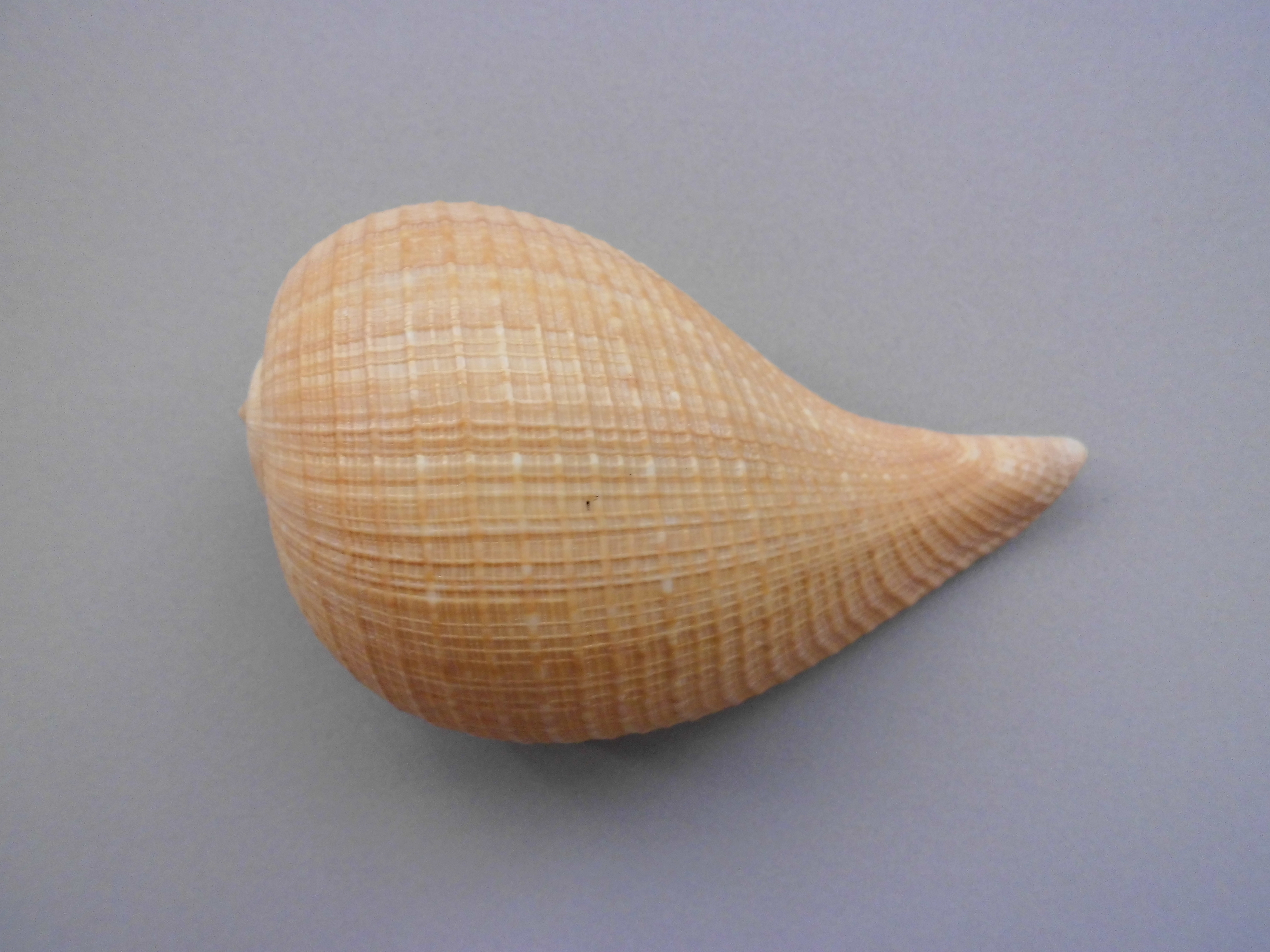
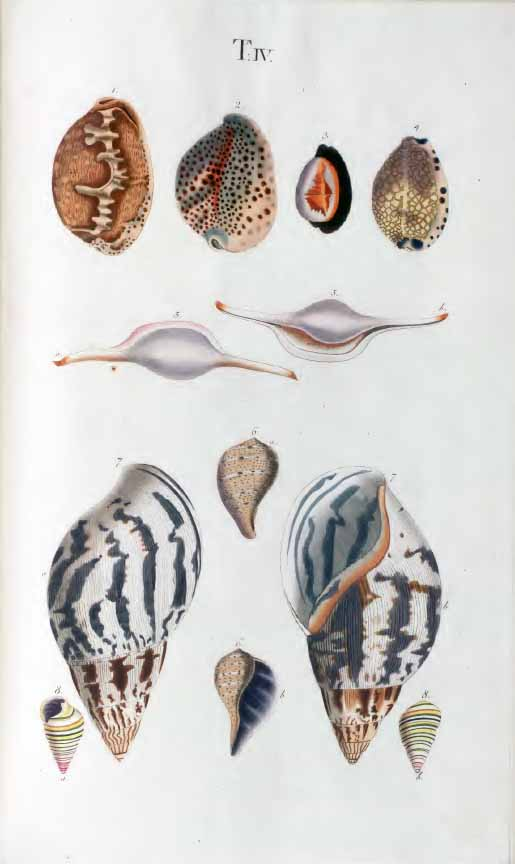